# Старк (округ, Индиана)
Старк (англ. Starke County) — округ в штате Индиана, США. Официально образован 7 февраля 1835 года. По состоянию на 2013 год, численность населения составляла 23 197 человек.

## География
По данным Бюро переписи США, общая площадь округа равняется 808,6 км2, из которых 800,6 км2 суша и 8,0 км2 или 0,98 % это водоёмы.

## Население
По данным переписи населения 2000 года в округе проживает 23 556 жителей в составе 8 740 домашних хозяйств и 6 450 семей. Плотность населения составляет 29,00 человек на км2. На территории округа насчитывается 10 201 жилых строений, при плотности застройки около 13-ти строений на км2. Расовый состав населения: белые — 97,52 %, афроамериканцы — 0,22 %, коренные американцы (индейцы) — 0,24 %, азиаты — 0,20 %, гавайцы — 0,03 %, представители других рас — 0,74 %, представители двух или более рас — 1,05 %. Испаноязычные составляли 2,18 % населения независимо от расы.
В составе 33,70 % из общего числа домашних хозяйств проживают дети в возрасте до 18 лет, 59,40 % домашних хозяйств представляют собой супружеские пары проживающие вместе, 9,90 % домашних хозяйств представляют собой одиноких женщин без супруга, 26,20 % домашних хозяйств не имеют отношения к семьям, 22,40 % домашних хозяйств состоят из одного человека, 10,20 % домашних хозяйств состоят из престарелых (65 лет и старше), проживающих в одиночестве. Средний размер домашнего хозяйства составляет 2,66 человека, и средний размер семьи 3,10 человека.
Возрастной состав округа: 26,80 % моложе 18 лет, 8,00 % от 18 до 24, 27,80 % от 25 до 44, 23,50 % от 45 до 64 и 23,50 % от 65 и старше. Средний возраст жителя округа 37 лет. На каждые 100 женщин приходится 98,00 мужчин. На каждые 100 женщин старше 18 лет приходится 95,40 мужчин.
Средний доход на домохозяйство в округе составлял 37 243 USD, на семью — 42 355 USD. Среднестатистический заработок мужчины был 32 779 USD против 21 071 USD для женщины. Доход на душу населения составлял 16 466 USD. Около 8,80 % семей и 11,10 % общего населения находились ниже черты бедности, в том числе — 15,10 % молодежи (тех, кому ещё не исполнилось 18 лет) и 10,10 % тех, кому было уже больше 65 лет.